# Божки (Полтавський район)
Божки́ —  село в Україні, у Новоселівській сільській громаді Полтавського району Полтавської області. Населення становить 57 осіб. До 2017 орган місцевого самоврядування — Черкасівська сільська рада.

## Географія
Село Божки знаходиться на правому березі річки Коломак, вище за течією на відстані 1 км розташоване село Черкасівка, нижче за течією примикає село Опішняни, на протилежному березі - село Дудникове. Річка в цьому місці звивиста, утворює лимани, стариці та заболочені озера. Поруч проходить залізниця, станція Божків за 1,5 км.

## Історія
12 червня 2020 року, відповідно до розпорядження Кабінету Міністрів України № 721-р «Про визначення адміністративних центрів та затвердження територій територіальних громад Полтавської області», село увійшло до складу Новоселівської сільської громади.
19 липня 2020 року, в результаті адміністративно - територіальної реформи та ліквідації Полтавського району(1925-2020), село увійшло до складу новоутвореного Полтавського району.